# Amatrice
Amatrice là một đô thị ở tỉnh Rieti, phía bắc Lazio (miền trung Italia).

## Các đơn vị trực thuộc
Aleggia, Arafranca-Pinaco, Bagnolo, Capricchia, Casale Bucci, Casale Celli, Casale, Casalene, Casale Masacci, Casale Nadalucci, Casale Nibbi, Casale Sanguigni, Casale Sautelli, Casale Zocchi, Casali della Meta, Cascello, Castel Trione, Collalto, Collecreta, Collegentilesco, Collemagrone, Collemoresco, Collepagliuca, Colletroio, Colli, Conche, Configno, Cornelle, Cornillo Nuovo, Cornillo Vecchio, Cossara, Cossito, Crognale, Domo, Faizzone, Ferrazza, Filetto, Fiumatello, Francucciano, Le Forme, Moletano, Musicchio, Nommisci, Osteria della Meta, Pasciano, Patàrico, Petrana, Pinaco, Poggio Vitellino, Prato, Preta, Rio, Retrosi, Roccapassa, Rocchetta, Saletta, San Benedetto, San Capone, San Giorgio, San Lorenzo a Pinaco, San Sebastiano, Santa Giusta, Sant'Angelo, San Tommaso, Scai, Sommati, Torrita, Torritella, Varoni, Villa San Cipriano, Villa San Lorenzo e Flaviano, Voceto.